# Cariad Lloyd
Katie Cariad Lloyd, känd som Cariad Lloyd, född 21 augusti 1982, är en brittisk komiker, skådespelare, författare och poddare som har varit aktiv sedan 2007. Hon nominerades 2011 till priset för bästa nykomling på Fosters Edinburgh Comedy Awards för sin debutsoloshow, Lady Cariad's Characters. Hon vann också Edtwinge-priset för den mest positivt omtwittrade showen under Edinburgh Fringe. Hon är medlem i improvisationskomedigruppen Austentatious och undervisar i improvisationsteater.